# Manfred Jendryschik
Manfred Jendryschik (* 28. Januar 1943 in Dessau; † 18. Juni 2025 in Leipzig) war ein deutscher Schriftsteller.

## Leben
Manfred Jendryschik war der Sohn eines Ingenieurs. Nach dem Abitur arbeitete er als Transportarbeiter und im Sortimentsbuchhandel. Von 1962 bis 1967 studierte er Germanistik und Kunstgeschichte an der Universität Rostock. Anschließend war er Lektor im Mitteldeutschen Verlag in Halle (Saale). und ab 1976 als freier Schriftsteller tätig. Von 1990 bis 1996 war er Kulturdezernent der Stadt Dessau.
Manfred Jendryschik war bereits als Schüler Mitglied des Dessauer Zirkels Schreibender Arbeiter. Sein literarisches Werk besteht vorwiegend aus Erzählungen, Lyrik und Essays.
Der Autor gehörte nicht der SED an, war aber kein Gegner des Sozialismus und nicht gegen die DDR eingestellt; er kritisierte aber die Ausbürgerung des Liedermachers Wolf Biermann und die Zensur von Literatur. In den 1980er Jahren wurde er, wegen des Verdachtes auf „politische Untergrundtätigkeit“ sowie seiner Kontakte zu anderen kritischen Schriftstellern und zu westdeutschen Journalisten, von der Staatssicherheit bespitzelt, welche den OV „Federkiel“ gegen ihn anlegte.
Manfred Jendryschik war ab 1996 Mitglied des PEN-Zentrums Deutschland. Ab 2010 war er Co-Herausgeber der Edition Cornelius des Projekte-Verlag Cornelius in Halle. 
Jendryschik war der Partner von Rosemarie Fret. Er starb wenige Tage vor Erscheinen seines neuesten Buches „Deckweiß für alle! Oder: Eine plötzliche Liebe mit Hintergedanken“, einer Sammlung von Episoden aus der DDR. Er wurde auf dem Friedhof Leipzig-Wahren beigesetzt.

## Preise und Auszeichnungen
- Händelpreis des Bezirkes Halle, 1981
- Heinrich-Heine-Preis des Ministeriums für Kultur der DDR, 1987
- Kunstpreis der Stadt Halle

## Werke
- Glas und Ahorn, Rostock 1967
- Die Fackel und der Bart, Rostock 1971
- Johanna oder Die Wege des Dr. Kanuga, Halle (S.) 1972
- Frost und Feuer, Frankfurt am Main 1973 [enthält eine Auswahl aus "Glas und Ahorn" und "Die Fackel und der Bart" erschien als Lizenzausgabe im Suhrkamp Verlag]
- Jo, mitten im Paradies, Rostock 1974
- Lokaltermine, Halle (Saale) 1974
- Aufstieg nach Verigovo, Halle (Saale) 1975
- Ein Sommer mit Wanda, Halle (Saale) 1976
- Die Ebene, Halle [u. a.] 1980
- Der feurige Gaukler auf dem Eis, Halle [u. a.] 1981
- Der sanfte Mittag, Leipzig 1983
- Anna, das zweite Leben, Halle [u. a.] 1984
- Zwischen New York und Honolulu, Halle [u. a.] 1986
- Straßentage, Leipzig 1992
- Erleben Sie Dessau, Rostock 1994 (zusammen mit Peter Kühn)
- Die Reise des Jona, Halle 1995
- Sieben und eine Todsünde, Passau 1998 (zusammen mit Karl-Georg Hirsch)
- Volker Stelzmann, Frankfurt am Main 1999 (zusammen mit Peter Gosse)
- Ein Todtentanz, Leipzig 2000
- Babylons Mauern, Passau 2002 (zusammen mit Jürgen Czaschka)
- Herrjemineh, Herrjemineh: Hier kommt das Drachen-ABC!, Projekte-Verlag Cornelius, Halle (Saale) 2009 (zusammen mit Jusche Fret)
- Entschuldigung, wo geht's 'n hier zur Revolution?, Projekte-Verlag Cornelius
- Vorspiele Nachspiele – Deutsche Herbste, Projekte-Verlag Cornelius, 2011

## Herausgeberschaft
- Zehn junge Künstler, Rostock 1963
- Bettina pflückt wilde Narzissen, Halle/S. 1972
- Auf der Straße nach Klodawa, Halle (Saale) 1977
- Alfons auf dem Dach und andere Geschichten, Halle [u. a.] 1982
- Unterwegs nach Eriwan, Halle [u. a.] 1988
- Franz Jung: Die Eroberung der Maschinen, Halle [u. a.] 1990
- Das Kind im Schrank und andere Texte sachsen-anhaltischer Autoren, Leipzig 1998
- Edition Cornelius, Projekte-Verlag Cornelius, Halle 2010
- Erika John: Mein Robbenloch im Eis – Tagebücher & Bilder. Herausgegeben von Ingeborg Stein und Manfred Jendryschik, Halle (Saale) 2013, ISBN 978-3-95486-393-8[3] – darin: E. J. – die große Unbekannte, S. 283–287